# 末伽梨·瞿舍羅
末伽梨·拘舍利，亦譯作“末伽梨·拘舍梨子”等，活命派宗師，裸形托鉢，持命定論（niyati-vādins）觀點。佛教稱其為邪命外道，歸入六師外道。其派別被稱為三軌則派（Trairasika），或又稱為活命派（Ājīvika）。

## 简述
正命论梵文原文Ājīvika源于Ājīva，义为“生活之道”，亦即游行沙门之道。公元前489年憍萨罗国（Kosala，在拔耆国西面）的一批卓越大师们创立一个大宗派僧团采用此名称。此宗领袖为拘舍梨子(Gosala,殁于公元前488年)，他提出的中心理论是一种宿命论，其認為時間（Kala）之起初，就已經預定好之後將會發生的一切。 
宿命派极端相信轮回論，灵魂轮流经历一切可能的生活之后（最末一阶为正命沙门漫游生活），自动进入最终的安宁状态，这一系列的灵魂投胎转世须经三千亿亿乘以恒河沙数的年月。他们精心撰造出一种解释梦和其他征兆的占卜理论系统。宿命师们有时受雇佣为帝王占卜，预言，但这种认识将来和不可避免的前途历程的根本作用是为了诱导乐天安命的精神，达到心的和平。作出正确预言的可能性是一切事情都由命运（Niyati）预先决定了的最好证明。
又稱作三軌則派，因為他們相信整個世界的存在，由三部份組成：命（jīva）、非命（ajīva）、命和非命（jīvājīva）。同樣的，有：世間（loka）、非世間（aloka）、世間和非世間（lokāloka）。同樣的，有：存在（sat）、非存在（asat）、存在和非存在（sadasat）。所有這些都以三種觀念而被接受，即：實體的表達（Dravyāstika/Dravyārthika）、模式的表達（Paryāyāstika/Paryāyārthika）、二元對偶的表達（Ubhayāstika/Ubhayārthika）。

## 佛教記載
《中部·薩遮迦大經》記載末伽梨拘舍梨為裸形沙門，其苦行內容也見於《中阿含經·師子經》等：
|  | 或有沙門、梵志，裸形無衣，或以手為衣，或以葉為衣，或以珠為衣。或不以瓶取水，或不以魁取水。不食刀杖劫抄之食，不食欺妄食。不自往，不遣信，不來尊，不善尊，不住尊。若有二人食，不在中食。不懷妊家食，不畜狗家食，設使家有糞蠅飛來，便不食也。不噉魚，不食肉。不飲酒，不飲惡水，或都無所飲，學無飲行。或噉一口，以一口為足，或二口、三、四、乃至七口，以七口為足。或食一得，以一得為足，或二、三、四、乃至七得，以七得為足。或日一食，以一食為足，或二、三、四、五、六、七日、半月、一月一食，以一食為足。 |

《增支部》和《大毘婆沙論》記載富蘭那迦葉稱「末伽梨·拘舍利」是「極白勝生類」之一。

### 宿命論
《長部·沙門果經》和《根本說一切有部毘奈耶》記載了這是末伽梨瞿舍羅的觀點。其中，眾生有垢、清淨，是無因無緣，見於《雜阿含經·八一經》等：
|  | 富蘭那迦葉言：……我如是見、如是說：『無因無緣，眾生有垢，無因無緣，眾生清淨。』 |

眾生無力，無精進，由定數受六生類之苦樂，見於《雜阿含經·一五五經》：
|  | 爾時，世尊告諸比丘：何所有故？何所起？何所繫著？何所見我？令諸眾生作如是見、如是說，無力，無精進，無力精進，無士夫方便，無士夫精勤，無士夫方便精勤，無自作，無他作，無自他作。一切人，一切眾生，一切神，無方便，無力，無勢，無精進，無堪能，定分，相續，轉變，受苦樂六趣。 |

迦多衍尼子《發智論》判定二者為邪見，《長阿含經·沙門果經》記載這是波浮陀伽旃延的觀點。

有十四百千生門，不管是愚人智人，久經生死，彌歷劫數，自盡苦際，見於《雜阿含經·一六三經》：
|  | 爾時，世尊告諸比丘：何所有故，何所起？何所繫著，何所見我？令諸眾生作如是見、如是說：『於此十四百千生門、六十千六百、五業、三業、二業、一業、半業、六十二道跡、六十二內劫、百二十泥黎、百三十根、三十六貪界、四十九千龍家、四十九千金翅鳥家、四十九千邪命外道、四十九千外道出家、七想劫、七無想劫、七阿修羅、七毘舍遮、七天、七人、七百海、七夢、七百夢、七嶮、七百嶮、七覺、七百覺、六生、十增進、八大士地，於此八萬四千大劫，若愚若智，往來經歷，究竟苦邊。彼無有沙門、婆羅門作如是說：我常持戒，受諸苦行，修諸梵行，不熟業者令熟，已熟業者棄捨。進退不可知，此苦樂常住，生死定量。譬如縷丸擲著空中，漸漸來下，至地自住。如是八萬四千大劫生死定量，亦復如是。』 |

迦多衍尼子《發智論》判定其為戒禁取，《大毘婆沙論》認定其為阿耆多翅舍欽婆羅的觀點。

### 虛無論
《長阿含經·沙門果經》記載末伽梨拘舍梨的觀點為否定善惡業存在的虛無論，也見於《雜阿含經·一五四經》，《長部·沙門果經》記載這是阿耆多翅舍欽婆羅的觀點，《根本說一切有部毘奈耶》說這是富蘭那的觀點。